# Маллиган (тауншип, Миннесота)
Маллиган (англ. Mulligan) — тауншип в округе Браун, Миннесота, США. На 2000 год его население составило 245 человек.

## География
По данным Бюро переписи населения США площадь тауншипа составляет 94,0 км², из которых 93,0 км² занимает суша, а 1,0 км² — вода (1,10 %).

## Демография
По данным переписи населения 2000 года здесь находились 245 человек, 93 домохозяйства и 70 семей.  Плотность населения —  2,6 чел./км².  На территории тауншипа расположено 101 постройка со средней плотностью 1,1 построек на один квадратный километр. Расовый состав населения: 98,78 % белых, 1,22 % — других рас США. Испанцы или латиноамериканцы любой расы составляли 1,22 % от популяции тауншипа.
Из 93 домохозяйств в 29,0 % воспитывались дети до 18 лет, в 68,8 % проживали супружеские пары, в 2,2 % проживали незамужние женщины и в 24,7 % домохозяйств проживали несемейные люди. 21,5 % домохозяйств состояли из одного человека, при том 10,8 % из — одиноких пожилых людей старше 65 лет. Средний размер домохозяйства — 2,63, а семьи — 3,07 человека.
26,5 % населения — младше 18 лет, 4,9 % — в возрасте от 18 до 24 лет, 24,9 % — от 25 до 44, 26,1 % — от 45 до 64, и 17,6 % — старше 65 лет. Средний возраст — 42 года. На каждые 100 женщин приходилось 120,7 мужчин.  На каждые 100 женщин старше 18 приходилось 116,9 мужчин.
Средний годовой доход домохозяйства составлял 37 188 долларов, а средний годовой доход семьи —  41 250 долларов. Средний доход мужчин —  31 250  долларов, в то время как у женщин — 20 000. Доход на душу населения составил 15 939 долларов. За чертой бедности находились 13,2 % семей и 10,9 % всего населения тауншипа, из которых 7,1 % младше 18 и 25,0 % старше 65 лет.